# Майданюк Дмитро Євгенович
Дмитро Євгенович Майданюк (рос. Дмитрий Евгеньевич Майданюк; 18 березня 1989, м. Омськ, СРСР) — російський хокеїст, нападник. Виступає за «Єрмак» (Ангарськ) у Вищій хокейній лізі.
Вихованець хокейної школи «Салават Юлаєв» (Уфа). Виступав за «Барс» (Казань), «Омські Яструби», ЦСК ВВС (Самара), «Лада» (Тольятті), «Зауралля» (Курган).